# Поеми на честь інавгурації Президента США
Поеми на честь інавгурації Президента США - поетичні твори, які виголошувалися на офіційних церемоніях інавгурацій Президентів США.

## Історія
Починаючи з інавгурації Джона Ф. Кеннеді в 1961 році, поетичні читання відбувались на п'ятьох інавгураціях Президента США, в наступному порядку:
20 січня — Інавгурація Джона Ф. Кеннеді 1961 року
- Роберт Фрост прочитав свою поему «The Gift Outright[en]»[2][3]

20 січня — Інавгурація Білла Клінтона 1993 року
- Майя Енджелоу прочитала свою поему «On the Pulse of Morning[en]»[4][5]

20 січня — Інавгурація Білла Клінтона 1997 року
- Міллер Вільямс[en] прочитав свою поему «Of History and Hope»[6][7]

20 січня — Інавгурація Барака Обами 2009 року
- Елізабет Александер[en] прочитала свою поему «Praise Song for the Day[en]»[8][9]

21 січня — Інавгурація Барака Обами 2013 року
- Річард Бланко прочитав свою поему «One Today»[10]